# حارة العقر (صنعاء)

تعديل مصدري - تعديل

العقر هي إحدى حارات حي سدس احداق بمدينة الروضة شمال العاصمة اليمنية "صنعاء"، بلغ تعداد سكانها 3673 نسمة حسب تعداد اليمن لعام 2004.